# Bezirksgericht Eichstätt
Das Bezirksgericht Eichstätt war ein Bezirksgericht im Königreich Bayern und der Vorläufer des Landgerichts Eichstätt, der von 1857 bis 1879 existierte. Das Bezirksgericht hatte seinen Sitz in Eichstätt.

## Geschichte
Mit Gesetz vom 1. Juli 1856 wurde das Justizwesen in Bayern neu geordnet. Die bisherigen Kreis- und Stadtgerichte wurden aufgehoben und 34 neue Bezirksgerichte traten an ihre Stelle. Sie waren für die Städte, in denen sie ihren Sitz hatten, sowie für die in ihrem Sprengel befindlichen Standesherren Gerichte erster Instanz. Für alle anderen Angelegenheiten waren sie Gerichte der zweiten Instanz in Kriminal- und Zivilrechtssachen. 
Der Sprengel des Bezirksgerichts Eichstätt umfasste ab dem 1. Oktober 1857 die Landgerichte Eichstätt, Beilngries, Ellingen, Greding, Heidenheim, Kipfenberg, Pappenheim und Weißenburg.
Mit dem Inkrafttreten des deutschen Gerichtsverfassungsgesetzes wurde 1879 das Bezirksgericht Eichstätt wie alle anderen bayerischen Bezirksgerichte aufgelöst. Sein Nachfolger in der Funktion als Gericht der zweiten Instanz war das Landgericht Eichstätt.